# 仇國論
仇國論由三國時代蜀漢中散大夫譙周於257年所作，是一篇反對姜維窮兵黷武、發動連年北伐的文章。這篇文章也被視為益州本土人士對蜀漢外來統治集團的反抗。

## 寫作背景
諸葛亮、蔣琬、費禕相繼去世後，姜維長期北伐，國內民生凋敝，譙周看不慣姜維連年北伐的作法而反抗姜維等人的北伐行動。在257年，魏國將領諸葛誕聯合東吳在淮南起兵反抗司馬昭，姜維趁機出兵秦川，率領數萬大軍往駱谷挺進，譙周與尚書令陳祗討論其出兵的利害與得失，譙周主要怪責姜維未學會忍讓而「師旅數出」造成「百姓彫瘁」。後將其論點記錄下來，便是《仇國論》。
小說《三國演義》的第112回也有提到譙周寫作仇國論，反對姜維北伐的事。

## 內容
《仇國論》中，譙周舉了兩個虛構的國家「因余」和「肇建」為例子，因余是小國，肇建是大國，兩國世為仇敵，因余國人高賢卿問伏愚子，身為小國在面對大國時該使用什麼戰略，伏愚子舉周文王與勾踐為例子，說明與民休養生息，民心安定就可以取得勝利，高賢卿又問：「楚漢相爭之時，劉邦和項羽約定以鴻溝為界，互不侵犯，當項羽返回時，張良認為如果人民安定下來就不會再想變動，說服劉邦追擊項羽，最後取得了勝利，又怎麼一定要用周文王的那套方法呢？現在肇建國內部有缺陷，我們趁機出兵攻擊其邊境，是不是能增加它的麻煩而戰勝他呢？」
伏愚子回答：「商朝與西周的時候，王綱堅固，社會安定，人民習慣於當時的統治階級，要是在那個時候，劉邦怎麼可能杖劍鞭馬、奪取天下呢？反觀秦朝末年，天下土崩瓦解，王侯遞嬗，年年月月都改變統治者，老百姓均不知所措，所以豪強並爭，力量強的收穫便大，遲慢的便被吞併。現在我們國家和肇建都已經立國很久了，不是秦朝末年動盪不安的時候，而有多國並立的形勢，所以可以用周文王無為而治的方法，而不可以像劉邦那樣南征北討，如果人民疲勞，國家就會瓦解，俗話說『與其射出很多箭沒有命中目標，不如謹慎發箭，不要輕易出擊。』
所以智者不會因為一時小利就轉移目標，而是等到時機許可才一次出動，所以商湯、周武王能不戰而勝，如果他們一味窮兵黷武，不能審時度勢，就算有智者也不能相救了。如果用兵如神，穿越急流，穿越山谷，不用船隻便能渡過孟津，就不是我愚子所能做到的事了。

## 後續
《仇國論》並沒有阻止姜維繼續北伐，但譙周最後沒有受到任何處分，反而官升一級，成為光祿大夫。